# جريس شعري الثمار
الجُرَيس شعري الثمار (باللاتينية: Campanula trichopoda) نوع نباتي ينتمي إلى جنس الجريس من الفصيلة الجريسية.

## الموئل والانتشار
موطنه بلاد الشام.

## مرادفات للاسم العلمي
- (باللاتينية: Campanula spathulata Ehrenb. ex Boiss.)